# Europa Cup (korfbal) 1974
De Europacup korfbal 1974 was de 8e editie van dit internationale korfbaltoernooi. 
Het deelnemersveld bestond uit 2 teams uit 3 landen, namelijk Nederland, België en Groot-Brittannië. Van elk deelnemend land werd 1 team in 1 poule geplaatst. Na een kleine poulefase volgden de finalewedstrijden.

## Deelnemers
Poule A
| Club          | Plaats    | Poule |
| ------------- | --------- | ----- |
| Ons Eibernest | Den Haag  | A     |
| ATBS          | Antwerpen | A     |
| Bec           | Londen    | A     |

Poule B
| Club       | Plaats    | Poule |
| ---------- | --------- | ----- |
| Het Zuiden | Rotterdam | B     |
| Riviera    | Antwerpen | B     |
| Vultrix    | ?         | B     |

## Het Toernooi

### Poulefase Wedstrijden
Poule A
| Thuisploeg    |   | Uitploeg | Uitslag |
| ------------- | - | -------- | ------- |
| Ons Eibernest | - | Bec      | 14-1    |
| Ons Eibernest | - | ATBS     | 8-2     |
| ATBS          | - | Bec      | 10-3    |

Poule B
| Thuisploeg |   | Uitploeg | Uitslag |
| ---------- | - | -------- | ------- |
| Het Zuiden | - | Riviera  | 3-6     |
| Het Zuiden | - | Vultrix  | 15-2    |
| Riviera    | - | Vultrix  | 11-0    |

## Finales
| 5e&6e plaats |         |   |
|              |         |   |
|              | Bec     | 6 |
|              | Vultrix | 2 |

| 3e&4e plaats |            |    |
|              |            |    |
|              | Het Zuiden | 5  |
|              | ATBS       | 10 |

| Finale |               |    |
|        |               |    |
| A1     | Riviera       | 9  |
| B1     | Ons Eibernest | 13 |

| Kampioen EuropaCup 1974    |
| -------------------------- |
| Ons Eibernest Vijfde titel |

## Eindklassement
| Positie | Club          |
| ------- | ------------- |
| Goud    | Ons Eibernest |
| Zilver  | Riviera       |
| Brons   | ATBS          |
| 4       | Het Zuiden    |
| 5       | Bec           |
| 6       | Vultrix       |